# 避障 (机器人学)
避障（obstacle avoidance）是机器人学中自動導航以及控制系統的重要概念。是机器人或自主系統可以偵測路徑上不能接觸、不能碰撞的特定位置（障礙），並且繞過障礙以達到事先定義的目的地。此技術在工業自動化、自駕車、無人飛機其至太空船上都相當的重要。避障讓機器人可以在動態以及複雜的環境下安全及有效率的運作，減少碰撞以及破壞的風險。
机器人及自主系統要成功的在有障礙物的情形下導航，必須要可以偵測這些障礙物，這大部份會用感測器來進行，感測器送出的資料讓機器人可以處理周圍環境資訊，決定要怎麼走才能避開障礙物，並且利用致動器（或是其他機器人和環境互動的工具）執行這些決定。

## 作法
机器人或自主系統要實時進行避障決策的作法有幾種。其中包括有以感測器以基礎的作法、运动规划演算法，以及机器学习技術。

### 感測器以基礎

利用感測器進行的避障避障

避障技術最常見的作法是配合許多的感測器，例如超音波、光学雷达、雷達、声呐以及攝影機。這些感測器讓自主系統可以進行三步驟的流程：感測、思考、行動。系統會取得不同物件的距離輸入，作法是將机器人周遭的資料提供給机器人，讓機器人偵測障礙物並計算距離。接著機器人就可以在維持計算路徑的前題下，小幅調整軌跡以繞過障礙物，大部份的避障應用程式可以實時完成這些步驟，並且以務實並且有效率的方式進行。
上述方式在大部份的情形下都有很好的效率。不過有些更先進的技術可以使用，適用於需要有效率的到達終點的應用。

A*路徑規劃演算法的例子

### 路徑規劃演算法
若要在避障的路徑規劃時，要進行最佳化。那麼路徑規劃演算法（Path Planning Algorithm）就很重要。此演算法考慮機器人的位置、目的地，以及環境中障礙的位置。演算法會取得相關資訊，產出附近位置的地圖資訊，以此找到要到特定目的地可能的最快路徑。這類演算法常用在迷宮應用以及自駕車中。流行的演算法有A*（A-star）、戴克斯特拉算法以及快速搜索隨機樹（RRT）。這些演算法可以讓機器人實時找到最快到達目的地，又不會碰到障礙的路徑

### 机器学习技術
配合機器學習技術，避障可能使用的範圍就更廣了。自主機器利用人工智慧（AI），可以找到到達目地的路徑，也可以同時學習適應快速變化的環境。其作法是透過許多的測試策略來發現障礙以及環境的變更。給予AI任務，在任務正確完成時給予獎勵，久而久之，AI就可以學會以有效率並且有效果的方式完成任務。這讓機器可以瞭解其障礙物是什麼，並且找到一條有效率繞過障礙物的路，也讓機器有能力可以處理一些特殊的情形，像是水、山丘、高牆或是高溫等。這種使用AI的方式，讓自主機器可以依非常多有預期到或是非預期到的狀況來處理應對。這種避障特別適用於自主車輛，因為其避免了一些人為錯誤出現的可能性。

## 外部連結
- Forecast 3D Laser System （页面存档备份，存于）: a LIDAR based obstacle detection and avoidance sensor. Forecast generates a 3D point cloud or cost map output that can be used for robotic command and control software, terrain mapping, and other applications.

## 延伸閱讀
- BECKER, M. ; DANTAS, Carolina Meirelles ; MACEDO, Weber Perdigão, "Obstacle Avoidance Procedure for Mobile Robots". In: Paulo Eigi Miyagi; Oswaldo Horikawa; Emilia Villani. (Org.). ABCM Symposium Series in Mechatronics, Volume 2. 1 ed. São Paulo - SP: ABCM, 2006, v. 2, p. 250-257. ISBN 978-85-85769-26-0